# Integrationsministerium
Integrationsministerium ist ein Ministerium, das das Portefeuille der Integrationspolitik ausübt. Sonst sind die Angelegenheiten an einem Sozialministerium, Kulturministerium oder – mit gewisser Aufwertung – an einem Innenministerium angesiedelt.

Speziell zur Gleichstellung der Frauen bestehen Frauenministerien, zum Generationenausgleich Seniorenministerien, zum interreligiösen Ausgleich Religionsministerien, zur Gleichstellung der nationalen indigenen Völker spezielle Kulturministerien.
Der leitende Beamte ist der Integrationsminister.

## Liste
- Minister: Titel des Amtes, allfällig Link auf eine Liste
- seit: Behörde besteht so seit / gegr.: eigenständiges Portefeuille geschaffen
- Portefeuille: nur dafür Zuständige sortieren sich nach vorne

| Land                  | Ministerium                                                                                | kurz       | seit | Portefeuilles und Anmerkungen                                                   | gegr. | Minister                                        |
| --------------------- | ------------------------------------------------------------------------------------------ | ---------- | ---- | ------------------------------------------------------------------------------- | --- | ----------------------------------------------- |
| Dänemark              | Social-, Børne- og Integrationsministeriet                                                 | SM         | 2011 | Soziales, Jugend und Integration                                                | 2001 (Integration)                                                                                          | Integrationsminister                            |
| Deutschland           | Bundesministerium des Innern, für Bau und Heimat                                           | BMI        | 2005 | Integration ist seit 2018 in der Heimatabteilung des BMI verortet.              | | Bundesinnenminister als Integrationsminister    |
| Deutschland           | gem. §§ 92–94 AufenthG als durch die Bundesregierung bestellte Beauftragte                 | IntB       | 2005 | Migration, Flüchtlinge und Integration; im Rang einer Staatsministerin          | 1978 (Förderung der Integration der ausländischen Arbeitnehmer / Ausländerfragen)                           | Beauftragte der Bundesregierung für Integration |
| : Baden-Württemberg   | Ministerium für Soziales und Integration (ehemals: Ministerium für Integration)            | SozM BW    | 2016 | Integration (Zuständigkeit für Migration beim Innenministerium)                 | 1952 | Minister für Soziales und Integration           |
| : Bayern              | Staatsministerium des Innern und für Integration                                           | ?          | ?    | Innere Sicherheit, Wahlrecht, Kommunalverwaltung, Bauwesen, Integration         | ? | Staatsminister des Innern                       |
| : Hessen              | Ministerium der Justiz, für Integration und Europa                                         | ?          | 2011 | Justiz, Integration und Europa                                                  | ? | Minister für Integration                        |
| : Niedersachsen       | Ministerium für Soziales, Frauen, Familie, Gesundheit und Integration                      | ?          | 2010 | Soziales, Frauen, Familie, Gesundheit und Integration                           | 2010 (Integration)                                                                                          | Minister für Integration                        |
| : Nordrhein-Westfalen | Ministerium für Arbeit, Integration und Soziales                                           | MAIS NRW   | 2010 | Arbeit, Integration und Soziales                                                | 2010 (Integration)                                                                                          | Minister für Integration                        |
| : Rheinland-Pfalz     | Ministerium für Familie, Frauen, Jugend, Integration und Verbraucherschutz Rheinland-Pfalz | MFFJIV RLP | 2016 | Migration, Flüchtlinge, Integration, Familie, Jugend, Frauen, Verbraucherschutz | 2011 (als Ministerium für Integration, Familie, Kinder, Jugend und Frauen); 2016 (unter dem jetzigen Namen) | Ministerin für Integration                      |
| Gambia                | Ministry for Trade, Regional Integration and Employment                                    | MOTIE      | ?    | Handel, regionale Integration und Arbeit                                        | ? | Minister for Regional Integration               |
| Norwegen              | Barne-, likestillings- og inkluderingsdepartementet                                        | BLD        | 2006 | Kinder, Gleichstellung und Integration                                          | 2006 (inkludering)                                                                                          | Inkluderingsministeren                          |
| Pakistan              | وزارث ثقافت Ministry of Culture, National Heritage and Integration                         | MoCul      | ?    | Kultur, Kulturerbe und Integration                                              | ? | ? (Minister of Integration)                     |
| Schweden              | –                                                                                          | ?          | ?    | Integration; Minister des Arbetsmarknadsdepartementet                           | ? | Integrationsminister                            |
| Slowenien             | Ministrstvo za delo, družino, socialne zadeve in enake možnosti                            | MDDSZ      | 2013 | Arbeit, Familie, Soziale Angelegenheiten und Gleichstellung/Integration         | 2013 (enake možnosti)                                                                                       | Minister za enake možnosti                      |

## Historische Behörden
nach Auflassung:
- Schweden: Integrations- och jämställdhetsdepartementet 2007–2010 (mit Geschlechtergleichheit)[11]
- Dänemark: Ministeriet for Flygtninge, Indvandrere og Integration 2001–2011, dann zum Sozialministerium[2]
- Österreich: Bundesministerium für Europa, Integration und Äußeres 2014–2020, dann zum Bundeskanzleramt